# Міраж (роман)
«Міраж» (англ. The Mirage) — роман Метта Раффа в жанрі альтернативної історії, опублікований у 2012 році видавництвом Harper. У центрі книги — Мустафа, Самір та Амаль, які є агентами Халал, організації Об'єднаних Арабських Штатів, близькосхідної версії Сполучених Штатів. Агенти знаходять артефакти нашого світу і починають пошуки правди.

## Історія
Ідея «Міражу» виникла, коли телевізійний продюсер, який був шанувальником роману Раффа «Погані мавпи», запитав Метта Раффа про те, чи є у нього ідея щодо телесеріалу. В одному з інтерв'ю Рафф сказав: «Я хотів написати щось про атаки 11 вересня та війну з терором, що запропонувало б незвичайну перспективу, але водночас було б захоплюючою історією, і я прийшов до ідеї розгорнути трилер у світ, де США та Близький Схід помінялися місцями. Ця концепція була надто радикальною для телебачення, тому я вирішив зробити це як роман».

## Сюжет
«Міраж» розгортається у версії альтернативної історії 2009 року. Значна частина передісторії розкривається в уривках з Александрійської бібліотеки, цієї всесвітньої версії Вікіпедії, яку фінансує Муаммар Каддафі. Політично об'єднана Аравія (аналогічно реальній Лізі арабських держав) проголосила незалежність від Османської імперії наприкінці ХІХ століття та утвердилася як Об'єднані Арабські Держави. Протягом ХХ сторіччя Аравія виросла і займала більшу частину Близького Сходу, Північної Африки та північної частини Східної Африки. Аравія рішуче втрутилася у Другу світову війну на боці союзників, кульмінацією якої стало обезголовлення Адольфа Гітлера в Нюрнберзі в 1946 році.
Згодом, у 1948 році, Сполучені Арабські Держави розділили Німеччину на дві держави: єврейську та християнську. Єврейська держава стала називатися Ізраїль, а її столицею став Берлін. Цей розділ створив релігійні округи в Єрусалимі та дозволив громадянам Ізраїлю приїжджати до міста за спеціальною візою. Після «Шестиденної війни» 1967 року Ізраїль окупував більшу частину Баварії, Швабії та Західного берега Середнього Рейну. САД та Ізраїль є близькими союзниками у війні з терором. Ізраїль не має хороших стосунків з багатьма своїми європейськими сусідами, прем'єр-міністр Великої Британії Девід Ірвінг закликає до знищення Ізраїлю.
Тим часом Північна Америка поділена між кількома ворогуючими країнами третього світу. Найбільші, Християнські Штати Америки (ХШA), охоплюють 17 штатів уздовж східного узбережжя і перебувають під диктаторським правлінням літнього Ліндона Джонсона. У 1990 році було анексовано Королівство Міссісіпі, яке проголошене 18-м штатом. Євангельська Республіка Техас включає Техас, Оклахому, Нью-Мексико та мексиканський штат Коауіла та є союзником Сполучених Арабських Штатів. Нація, відома як «Незалежні території Скелястих гір», існує, але розколота між невеликими племінними угрупованнями, які, очевидно, простягаються від Аспену до Орегону. П'ятидесятницький Ґілеад Гартленд включає штати Огайо, Кентуккі, Мічиган і Теннессі. Нація мормонів також існує, хоча вона базується в Міссурі, а не в Юті. У 1990 році спроба ХША анексувати королівство Луїзіану, підживлювані бажанням Ліндона Джонсона претендувати на Техас, призвела до «Війни в Мексиканській затоці». Вважається, що кілька подій відбулися раніше («Гартлендська війна» між ХША та коаліцією північноамериканських держав, що відбулася в 1960-х роках; спроба військового перевороту 1958 року під проводом Річарда Ніксона проти адміністрації Кеннеді; і серія вбивства, які послідували проти вищезгаданої сім'ї Кеннеді).
У діалозі в романі згадується терористичне угруповання, відоме як Всесвітній християнський альянс (на цій шкалі часу еквівалент Аль-Каїди), яке використовує Скелясті гори як свою штаб-квартиру. Він також відповідальний за терористичні напади 9 листопада 2001 року, коли її члени врізали два захоплені літаки у вежі Всесвітнього торгового центру Тигр і Євфрат у Багдаді, ще один врізався в арабське міністерство оборони в Ер-Ріяді, а четвертий розбився після боротьби з пасажирів у порожньому кварталі. Невідомо, хто їхні лідери і чи знають вони легенду про міраж. Сполучене Королівство є еквівалентом Ірану, який пережив революцію 1979 року. Мається на увазі, що Велика Британія або ніколи не колонізувала Індію, або що Індія стала незалежною раніше, ніж у нашому Всесвіті, оскільки Індія, здається, воювала у Другій світовій війні самостійно. Під час Другої світової війни САД анексувала французькі північноафриканські території. Чітко зазначено, що Сполучені Арабські Держави є другою за величиною країною світу за площею території, що означає, що Канада, як і Сполучені Штати, також розбита на незначні держави. У романі не згадується Латинська Америка, крім того, що Венесуела є членом ОПЕК, яка втрутилася у війну в Мексиканській затоці, і що мексиканський штат Коауїла є територією Техасу. Згадується аналог холодної війни, відомий як «холодний хрестовий похід» між САД і православним союзом. Основними політичними партіями в Сполучених Арабських Державах є Партія арабської єдності (аналог Демократичної партії) і Партія Бога, або скорочено ПБ (аналог Республіканської партії). У цій хронології існує Аль-Джазіра як аналог Fox з ранковим ток-шоу під назвою «Джазіра та друзі». Fox також існує в часовій шкалі міражу, але, здається, він зведений до центру пропаганди християнських фундаменталістів.

## Відгуки
Критики сприйняли «Міраж» неоднозначно: Publishers Weekly сказав, що книга «саме така, якою має бути найкраща популярна художня література». The Нью-Йорк пост (англ. «New York Post») стверджувала: «Як у „Змові проти Америки“ Філіпа Рота, передумова роману Раффа про альтернативну історію викликає жах». San Francisco Chronicle назвала його «новим сміливим романом» і заявила, що назва «повсюди всіяна чудовою маленькою іронією альтернативного світу щодо війни з терором та її різних учасників». Kirkus Reviews зазначив: «Написано добре, але за персонажів важко вболівати, а сюжет не відчувається належним чином вирішеним». Газета Seattle Times високо оцінила «прямий підхід Раффа» і заявила, що це додало книзі «вагомості, що слугує кивком поваги до того, через що пройшли Сполучені Штати, іракці та афганці, що знаходяться в інших країнах». Лос-Анджелес Таймс розкритикувала «Міраж», заявивши, що «ідея Рафа побудована на видовищі, а не на правдоподібній фантастиці».
Кілька рецензентів відзначили подібність роману до передумови «Людина у високому замку» Філіпа К. Діка.
Міраж був номінований на премію «Кружний шлях» за альтернативну історію.